# Another Piece of Meat
Another Piece of Meat è l'ottavo singolo degli Scorpions.
Il brano è inserito nel sesto album in studio, Lovedrive, pubblicato nel 1979.
La canzone inizia molto veloce con le chitarre di Rudolf Schenker e Matthias Jabs, rispettivamente chitarra ritmica e chitarra solista. Klaus Meine nella canzone ha una voce molto urlata, l'assolo di Matthias è a livelli molto alti.
Another Piece of Meat è stata scritta dal chitarrista Rudolf Schenker e dal cantante Klaus Meine.  Lovedrive divenne album dell'anno anche grazie a tracce come questa. Nella canzone partecipa pure Michael Schenker, il fratello di Rudy.

## Tracce
1. Another Piece of Meat (Schenker, Meine) - 3:30
2. Always Somewhere (Schenker, Meine) - 4:56

## Formazione
- Klaus Meine - voce
- Rudolf Schenker - chitarra
- Matthias Jabs - chitarra
- Francis Buchholz - basso
- Herman Rarebell - batteria
- Michael Schenker - chitarra solista in Another piece of meat, Coast to coast e Lovedrive